# 维埃罗波利斯
维埃罗波利斯是巴西帕拉伊巴州的一个市镇。总面积146.778平方公里，总人口4712人，人口密度32.1人/平方公里。